# Madalena Sibila de Saxe-Weissenfels
Madalena Sibila de Saxe-Weissenfels (em alemão:  Magdalena Sibylla von Sachsen-Weißenfels; 2 de setembro de 1648 - 7 de janeiro de 1681) foi uma duquesa alemã.

## Família
Madalena Sibila era filha do duque Augusto de Saxe-Weissenfels e da sua esposa, a duquesa Ana Maria de Mecklemburgo-Schwerin. Os seus avós paternos eram João Jorge I, Eleitor da Saxônia e a duquesa Madalena Sibila da Prússia.

## Casamento e descendência
Madalena Sibila casou-se em Halle com o duque Frederico I de Saxe-Gota-Altemburgo a 14 de novembro de 1669. Tiveram oito filhos:
1. Ana Sofia de Saxe-Gota-Altemburgo (22 de dezembro de 1670 – 28 de dezembro de 1728), casada com Luís Frederico I, Príncipe de Schwarzburg-Rudolstadt; com descendência.
2. Madalena Sibila de Saxe-Gota-Altemburgo (30 de setembro de 1671 – 2 de março de 1673), morreu com um ano e meio de idade.
3. Doroteia Maria de Saxe-Gota-Altemburgo (22 de janeiro de 1674 – 18 de abril de 1713), casado com Ernesto Luís I, Duque de Saxe-Meiningen; com descendência.
4. Frederica de Saxe-Gota-Altemburgo (24 de março de 1675 – 28 de maio de 1709), casado com o príncipe João Augusto de Anhalt-Zerbst; sem descendência.
5. Frederico II, Duque de Saxe-Gota-Altemburgo (28 de julho de 1676 – 23 de março de 1732), casado com a princesa Madalena Augusta de Anhalt-Zerbst; com descendência.
6. João Guilherme de Saxe-Gota-Altemburgo (4 de outubro de 1677 – 15 de agosto de 1707), general imperial, morto em batalha
7. Isabel de Saxe-Gota-Altemburgo (7 de janeiro de 1679 – 22 de junho de 1680), morreu de varíola com um ano e cinco meses.
8. Joana de Saxe-Gota-Altemburgo (1 de outubro de 1680 – 9 de julho de 1704), casada com Adolfo Frederico II, Duque de Mecklemburgo-Strelitz; sem descendência.

## Genealogia
| Madalena Sibila de Saxe-Weissenfels | Pai: Augusto, Duque de Saxe-Weissenfels | Avô paterno: João Jorge I, Eleitor da Saxônia                   | Bisavô paterno: Cristiano I, Eleitor da Saxônia     |
| Madalena Sibila de Saxe-Weissenfels | Pai: Augusto, Duque de Saxe-Weissenfels | Avô paterno: João Jorge I, Eleitor da Saxônia                   | Bisavó paterna: Sofia de Brandemburgo               |
| Madalena Sibila de Saxe-Weissenfels | Pai: Augusto, Duque de Saxe-Weissenfels | Avó paterna: Madalena Sibila da Prússia                         | Bisavô paterno: Alberto Frederico, Duque da Prússia |
| Madalena Sibila de Saxe-Weissenfels | Pai: Augusto, Duque de Saxe-Weissenfels | Avó paterna: Madalena Sibila da Prússia                         | Bisavó paterna: Maria Leonor de Cleves              |
| Madalena Sibila de Saxe-Weissenfels | Mãe: Ana Maria de Mecklemburgo-Schwerin | Avô materno: Adolfo Frederico I, Duque de Mecklemburgo-Schwerin | Bisavô materno: João VII, Duque de Mecklemburgo     |
| Madalena Sibila de Saxe-Weissenfels | Mãe: Ana Maria de Mecklemburgo-Schwerin | Avô materno: Adolfo Frederico I, Duque de Mecklemburgo-Schwerin | Bisavó materna: Sofia de Holstein-Gottorp           |
| Madalena Sibila de Saxe-Weissenfels | Mãe: Ana Maria de Mecklemburgo-Schwerin | Avó materna: Ana Maria da Frísia Oriental                       | Bisavô materno: Enno III, Conde da Frísia Oriental  |
| Madalena Sibila de Saxe-Weissenfels | Mãe: Ana Maria de Mecklemburgo-Schwerin | Avó materna: Ana Maria da Frísia Oriental                       | Bisavó materna: Ana de Holstein-Gottorp             |